# Gambiet
Een gambiet is een schaakopening waarin een speler materiaal offert, meestal een pion maar soms ook wel een stuk of meer, in de hoop compensatie te krijgen door een ontwikkelingsvoorsprong, een betere pionnenstructuur of een ander positioneel voordeel. Een gambiet kan worden aangenomen of geweigerd. Als de tegenstander het gambiet weigert en ofwel direct, ofwel een paar zetten later zelf een stuk offert, is er sprake van een tegengambiet, zoals het Albintegengambiet. In veel aangenomen gambieten bestaat het optimale tegenspel uit het teruggeven van het gewonnen materiaal op een gunstig moment. Een bekend gambiet waarbij wit in de opening een stuk offert, is het Cochranegambiet in de Russische opening: 1.e4 e5 2.Pf3 Pf6 3.Pe5 d6 4.Pf7 (zie diagram). Ook in het Muziogambiet offert de witspeler zijn koningspaard.
Een zeer bekend gambiet is het Marshallgambiet in het Spaans waarbij een pion pas bij de tiende zet geofferd wordt. Schakers als John Cochrane, William Davies Evans, Johann Baptist Allgaier, Lionel Kieseritzky, Carl Jaenisch en Frank Marshall waren zeer bedreven in het gambiet.

## Etymologie
De uitdrukking gambito werd voor het eerst opgetekend in het boek Libro de la invención liberal y arte del juego del Axedrez van de Spaanse schaakmeester Ruy López de Segura, 1561. Het woord stamt uit het Italiaans, zoals Ruy López aangeeft, en zou ontleend zijn aan de vechtsport, waar dare il gambetto "het beentje lichten" betekent; gamba is het Italiaanse woord voor "been" of "onderbeen". Via het Franse gambit kwam het woord in het Nederlands terecht. Volgens een andere, minder waarschijnlijke theorie zou het woord via het Spaans ontleend zijn aan het Arabische janbí "opzij" en janba, "zijde".

## Overzicht van gambieten
Zie voor overzicht van de gambieten per openingstype:
- gambieten in open spelen
- gambieten in halfopen spelen
- gambieten in gesloten spelen
- gambieten in halfgesloten spelen
- gambieten in flankspelen

Voor een totaaloverzicht van de gambieten, zie gambieten van A tot Z.